# Cheux
Cheux település Franciaországban, Calvados megyében. Lakosainak száma 1422 fő (2018. január 1.). Cheux Fontenay-le-Pesnel, Grainville-sur-Odon, Le Mesnil-Patry, Mondrainville, Mouen, Saint-Manvieu-Norrey, Tessel és Verson községekkel határos.

## Népesség
A település népességének változása:
| Lakosok száma | 523  | 643  | 816  | 864  | 1085 | 1272 | 1287 | 1365 | 1379 | 1422 |
|               | 1968 | 1975 | 1982 | 1990 | 1999 | 2011 | 2013 | 2015 | 2017 | 2018 |